# Q-analogue

En mathématiques, plus précisément dans le domaine de la combinatoire, un q-analogue d'un théorème, d'une identité ou d'une expression est une généralisation impliquant un nouveau paramètre q et qui se spécialise en le théorème originel lorsque l'on prend la limite quand q tend vers 1. Typiquement, les mathématiciens sont intéressés par les cas où un q-analogue intervient naturellement, plutôt que par les cas où on ajoute arbitrairement un paramètre q à un théorème déjà connu. Les premiers q-analogues étudiés en détail furent les séries hypergéométriques basiques, qui furent introduites au XIXe siècle.
Les q-analogues trouvent des applications dans plusieurs domaines, incluant l'étude des fractales, la théorie des nombres, et des expressions de l'entropie de systèmes dynamiques chaotiques. Les q-analogues apparaissent aussi dans l'étude des groupes quantiques et des superalgèbres q-déformées[réf. souhaitée].
Il y a deux groupes principaux de q-analogues : les q-analogues classiques, qui furent introduits dans le travail de Leonhard Euler et furent ensuite étendus par Frank Hilton Jackson, et les q-analogues non classiques.

## q-théorie classique

### q-dérivée
La dérivée d'une fonction de variable réelle {\displaystyle f} en {\displaystyle x} est la limite du taux d'accroissement {\displaystyle \tau ={\frac {f(x')-f(x)}{x'-x}}} quand {\displaystyle x'} tend vers {\displaystyle x}, et on appelle traditionnellement {\displaystyle h} la différence {\displaystyle x'-x} de sorte que {\displaystyle \tau ={\frac {f(x+h)-f(x)}{h}}}. Mais, pour {\displaystyle x} non nul, on peut aussi noter {\displaystyle q} le quotient {\displaystyle x'/x} de sorte que {\displaystyle \tau ={\frac {f(qx)-f(x)}{(q-1)x}}}. C'est ce dernier quotient qui est appelé la q-dérivée de {\displaystyle f} en {\displaystyle x}, laquelle tend bien vers {\displaystyle f'(x)} quand {\displaystyle q} tend vers 1, si {\displaystyle f} est dérivable en {\displaystyle x}. On note alors que la q-dérivée de la fonction {\displaystyle x\mapsto x^{n}} vaut {\displaystyle {\frac {q^{n}-1}{q-1}}x^{n-1}}, qui tend bien vers la dérivée {\displaystyle nx^{n-1}} lorsque {\displaystyle q} tend vers 1. Ceci justifie les définitions suivantes.

### q-entier
On définit le q-analogue de l'entier positif {\displaystyle n}  par : 
{\displaystyle [n]_{q}={\frac {1-q^{n}}{1-q}}={\frac {q^{n}-1}{q-1}}=1+q+q^{2}+\ldots +q^{n-1}.}

### q-factorielle
On définit alors naturellement le q-analogue de la factorielle de l'entier {\displaystyle n} par :
| {\displaystyle n!_{q}} | {\displaystyle =[1]_{q}\cdot [2]_{q}\cdots [n-1]_{q}\cdot [n]_{q}}                                                         |
|                        | {\displaystyle ={\frac {1-q}{1-q}}\cdot {\frac {1-q^{2}}{1-q}}\cdots {\frac {1-q^{n-1}}{1-q}}\cdot {\frac {1-q^{n}}{1-q}}} |
|                        | {\displaystyle =1\cdot (1+q)\cdots (1+q+\cdots +q^{n-2})\cdot (1+q+\cdots +q^{n-1}).}                                      |
Ce q-analogue de la factorielle possède l'interprétation combinatoire suivante : alors que {\displaystyle n!} est le nombre de permutations d'ordre {\displaystyle n}, {\displaystyle n!_{q}} compte ces mêmes permutations en gardant trace du nombre d'inversions. C'est-à-dire que si l'on note {\displaystyle {\text{inv}}(\sigma )} le nombre d'inversions de la permutation {\displaystyle \sigma } et {\displaystyle S_{n}} l'ensemble des permutations d'ordre n, on a :    {\displaystyle \sum _{\sigma \in S_{n}}q^{{\text{inv}}(\sigma )}=n!_{q}}.
La q-factorielle a aussi une écriture concise en termes de q-symboles de Pochhammer :
{\displaystyle n!_{q}={\frac {(q;q)_{n}}{(1-q)^{n}}}}.
La fonction q-gamma prolonge la q-factorielle aux nombres réels. 

### Coefficientsq-binomiaux
À partir de la q-factorielle, on définit les coefficients q-binomiaux ou coefficients binomiaux de Gauss , q-analogues des coefficients binomiaux :
{\displaystyle {\binom {n}{k}}_{q}={\frac {n!_{q}}{(n-k)!_{q}k!_{q}}}},  notés aussi  {\displaystyle \left[{\begin{matrix}n\\k\end{matrix}}\right]_{q}}.
Cela permet aussi de définir un q-analogue de l'exponentielle
{\displaystyle e_{q}(x)=\sum _{n=0}^{\infty }{\frac {x^{n}}{n!_{q}}}},
puis de définir des q-analogues des fonctions trigonométriques et hyperboliques, ainsi qu'un q-analogue de la transformée de Fourier.